# Episodi di New York New York (quarta stagione)
La quarta stagione della serie televisiva New York New York è andata in onda negli USA dal 15 ottobre 1984 all'8 aprile 1985 sulla rete CBS. 
| nº | Titolo originale             | Titolo italiano                  | Prima TV USA     | Prima TV Italia |
| -- | ---------------------------- | -------------------------------- | ---------------- | --------------- |
| 1  | Child Witness                | Paura della verità               | 15 ottobre 1984  |                 |
| 2  | Heat                         | Heat                             | 22 ottobre 1984  |                 |
| 3  | Insubordination              | Insubordination                  | 29 ottobre 1984  |                 |
| 4  | Old Debts                    | Un vecchio debito                | 5 novembre 1984  |                 |
| 5  | Fathers and Daughters        | Delitto senza movente            | 12 novembre 1984 |                 |
| 6  | Taxicab murders              | Falsa traccia                    | 19 novembre 1984 |                 |
| 7  | Unusual Occurrence           | L'ombra del rimorso              | 26 novembre 1984 |                 |
| 8  | Thank God It's Monday        | Un tranquillo week-end di lavoro | 3 dicembre 1984  |                 |
| 9  | Hooked                       | Una questione di principio       | 10 dicembre 1984 |                 |
| 10 | Lady Luck                    | Gioco pericoloso                 | 17 dicembre 1984 |                 |
| 11 | Out of control               | Uno strano omicidio              | 31 dicembre 1984 |                 |
| 12 | American dream               | Sogno americano                  | 7 gennaio 1985   |                 |
| 13 | Happily Ever After           | Felici e contenti                | 14 gennaio 1985  |                 |
| 14 | Rules of the game            | Le regole del gioco              | 28 gennaio 1985  |                 |
| 15 | Stress                       | Tensione                         | 4 febbraio 1985  |                 |
| 16 | Who says it's fair - Part I  | Donne in crisi - Parte prima     | 11 febbraio 1985 |                 |
| 17 | Who says it's fair - Part II | Donne in crisi - Parte seconda   | 18 febbraio 1985 |                 |
| 18 | Lost and Found               | Una compagna insostituibile      | 25 febbraio 1985 |                 |
| 19 | Two Grand                    | Scacco matto                     | 4 marzo 1985     |                 |
| 20 | Con Games                    | Tocco di classe                  | 11 marzo 1985    |                 |
| 21 | Violation                    | La cella della violenza          | 18 marzo 1985    |                 |
| 22 | Organized Crime              | Il potere della corruzione       | 8 aprile 1985    |                 |

## Paura della verità
- Titolo originale: Child Witness
- Diretto da: Karen Arthur
- Scritto da: Judy Merl e Paul Eric Myers

### Trama
"Ti sei inventata quella storia sul tuo baby sitter?"
Chris e Mary Beth vengono chiamate dal preside di una scuola, preoccupato perché ha motivo di credere che Carrie Mitchell, una bambina di sei anni, sia stata vittima di abusi sessuali. Carrie, interrogata da Mary Beth, accusa il suo baby sitter, Neal, un ragazzo di 22 anni, ma poi su pressione del padre, ritira quanto detto e sostiene di essersi inventata tutto. Mary Beth ha forti perplessità sul ripensamento della piccola, ma un ordine restrittivo del signor Mitchell, avvocato di grido e deciso ad evitare ulteriori spiacevoli strascichi processuali per la figlia, rende più complicate le indagini. Petrie viene aggredito fuori da casa da due poliziotti mentre cerca di aprire la sua auto. È pronto a fare denuncia, convinto che i due agenti della stradale, ignari del fatto che fosse un detective, lo abbiano colpito perché di colore. Il tenente Samuels si prepara per un appuntamento al buio con una donna di nome Roxanne.

## Heat
- Titolo originale: Heat
- Diretto da: Karen Arthur
- Scritto da: Leo E. Arthur

### Trama
“Guarda, ci sono solo due possibili finali. Uno a cui non voglio nemmeno pensare, l'altro è che ti arrendi.”
È un'afosa giornata d'estate. Mentre Cagney e Lacey indagano su diversi atti vandalici in uno scalo ferroviario, Lacey viene rapita da un giovane delinquente armato, che la tiene in ostaggio in un vagone. Il giovane dice di chiamarsi Boyd e ha appena rapinato un negozio di alimentari. La polizia accorre sul posto. Il sergente King, esperto mediatore, prova a ragionare con Boyd, ma è anche convinto del fatto che più a lungo Mary Beth resta con lui e lo conosce, più la situazione può essere risolta: se Mary Beth si muove bene, sottolinea King, può fare metà del lavoro. Chris contatta i suoi colleghi in distretto per recuperare dati sul rapinatore. Samuels giunto allo scalo ferroviario tranquillizza Chris e poi anche un agitato Harvey, a sua volta avvertito da due agenti. Dal vagone merci, Boyd e Mary Beth si spostano in una baracca dove dovrebbero esserci acqua e aria condizionata. King però ha in precedenza provveduto a spegnere l'impianto elettrico e manca anche l'acqua. Boyd copre tutte le finestre. Nella baracca c'è un telefono con cui il rapinatore può comunicare con King. Vuole un'auto e duecentomila dollari, oltre ad una donna che venga ad accendere l'acqua e la corrente. Si offre Chris che si avvicina alla baracca disarmata. Lo psicologo della polizia parla di Boyd come di una “personalità psicopatica. E' molto disturbato, imprevedibile.” Il piano studiato da King funziona: la polizia riesce ad irrompere nella baracca ed uccidere Boyd. Chris può soccorrere una terrorizzata Mary Beth, ammanettata e con una cintura al collo. Le due poliziotte si abbracciano e stremate escono dal buio della baracca alla luce del sole per raggiungere i loro colleghi.
- Guest star: Michael Madsen, Lance Henriksen

## Insubordination
- Titolo originale: Insubordination
- Diretto da: John Patterson
- Scritto da: Peter Lefcourt

### Trama
“Io ero sergente e tu eri un poliziotto. Hai preso ordini da me. Ora sono io che prendo ordini da te. Questo è tutto.”
Il capitano Fuller, che dieci anni prima ha lavorato per il tenente Samuels, è stato mandato al 14º distretto per valutarne l'efficienza. In passato il tenente aveva evidenziato qualche problema disciplinare in Fuller e non si era opposto al suo trasferimento. Chiede consiglio su come comportarsi anche a Frank, un suo vecchio superiore ormai in pensione, con cui è rimasto in ottimi rapporti, manifestandogli tutte le sue perplessità sul fatto che uno come Fuller possa diventare capitano e sulla sua difficoltà ad accettare ordini da un uomo che non rispetta. Chris si ritrova a lavorare in squadra con il suo ex compagno Dory McKenna della narcotici su un delicato caso di droga, ma fatica a tenere separato il risvolto personale da quello professionale, nonostante Mary Beth faccia di tutto per metterla in guardia dal riprendere una relazione con un uomo complicato che potrebbe ferirla e farla soffrire di nuovo. Harvey deve assentarsi per qualche giorno per partecipare al funerale di un suo amico dell'esercito, morto improvvisamente a 44 anni.

## Un vecchio debito
- Titolo originale: Old debts
- Diretto da: John Patterson
- Scritto da: Deborah Arakelian

### Trama
"Grandioso! Ammazza un poliziotto e se la cava con 8 anni. E gli facciamo da baby sitter!"
Viene rilasciato per buona condotta Keith Edsin, responsabile dell'omicidio di un poliziotto, otto anni prima. Il 14º distretto è incaricato, sia pure contro voglia, di provvedere alla sua protezione. Quando Edsin viene ucciso con un esplosivo collegato al telefono, durante il turno di guardia di Cagney e Lacey, le due agenti decidono di scoprire chi ha ucciso l'uomo. Forse il colpevole si nasconde tra un loro collega: nessuno in polizia, infatti, aveva visto di buon occhio, la liberazione di Edsin. Chris ritrova Dory McKenna, uscito da un faticoso percorso di disintossicazione.
- Guest star: Jonathan Banks

## Delitto senza movente
- Titolo originale: Fathers and daughters
- Diretto da: Karen Arthur
- Scritto da: Steve Brown

### Trama
"Ho 38 anni, papà. E con chi passo il mio tempo o con chi dormo, non sono affari di nessuno tranne che miei!"
Charlie, il padre di Chris, scopre in modo del tutto occasionale la relazione della figlia con Dory e non la prende molto bene. Inizialmente cerca di intromettersi, suscitando la reazione irritata di Chris, poi prova a ricucire. Mary Beth e Chris indagano sull’apparente suicidio del signor Tanton. Il caso si complica quando sia la moglie sia la figlia della vittima confessano di averlo ucciso. Le indagini portano a galla un doloroso dramma familiare.

## Falsa traccia
- Titolo originale: Taxicab murders
- Diretto da: Karen Arthur
- Scritto da: Ronnie Wenker-Konner

### Trama
“Già il 20% dei tassisti non vuole andare a lavorare. O lo becchiamo subito o in città non ci sarà più un taxi. E se trovi un sistema per acciuffarlo più in fretta senza guidare un taxi, fammi un fischio!”
Cagney e Lacey lavorano sotto copertura per scoprire un assassino di autisti di taxi che ha già compiuto tre omicidi. Dalle precise indicazioni del medico legale, le due agenti risalgono alla possibile arma del delitto, un piccone da geologo e concentrano i loro sospetti su un giovane con diversi precedenti penali, sicure di essere sulla pista giusta. Michael, il figlio minore di Mary Beth, sentendo un'accesa discussione tra i genitori, inizia ad avere gli incubi e teme per la sicurezza della madre a cui chiede di non proseguire le sue indagini. Mary Beth tenta di rassicurarlo promettendogli che chiederà di essere esentata dal caso, ma quando Michael scopre che la madre gli ha mentito e continua a cercare l'assassino dei tassisti facendo da esca, va in crisi e dopo la scuola non rientra a casa, mandando in subbuglio la famiglia. Troverà conforto in Chris. L'occasione serve a Mary Beth per riflettere su come spiegare al figlio in cosa consiste il suo difficile mestiere di poliziotto.

## L'ombra del rimorso
- Titolo originale: Unusual occurence
- Diretto da: Alexander Singer
- Scritto da: Georgia Jeffries

### Trama
"Non avrei sparato la prima volta, o la seconda, se la mia vita non fosse stata in pericolo!"
L'uccisione di un quindicenne portoricano da parte di Cagney, per legittima difesa, scatena la stampa contro la detective, che viene accusata di aver commesso un'azione brutale ed ingiustificata. Chris entra in crisi, ma la sua testardaggine la porta a cercare di uscirne ancora una volta da sola, rifiutando l'appoggio tanto di Mary Beth quanto di Dory. Isbecki teme che il suo appeal sulle donne non sia più irresistibile come un tempo.

## Un tranquillo week-end di lavoro
- Titolo originale: Thank God it's monday
- Diretto da: Victor Lobl
- Scritto da: Peter Lefcourt

### Trama
“Dovrete fare in modo che le vostre pratiche siano complete, corrette e in ordine nei loro raccoglitori!”
È venerdì pomeriggio e gli agenti del 14º distretto pensano già a come trascorrere il weekend. Chris andrà nel Vermont con Dory McKenna con cui ha ripreso la relazione, dopo i problemi di droga dell'uomo. Mary Beth acquisterà nuovi mobili con Harvey per la camera da letto, approfittando di alcuni grossi sconti. Isbecki andrà ad un concerto con la ragazza di turno, Petrie invece dovrà imbiancare casa. A scompaginare i progetti di tutti interviene ancora una volta Samuels. L'ispezione effettuata in settimana per il controllo dei registri e dei verbali ha prodotto risultati pessimi per il distretto. Il week end dovrà essere destinato a riportare ordine nei fascicoli. Scartabellando tra i vari rapporti, Isbechi riconosce l'identikit di Curt Brennan, arrestato qualche giorno prima da Cagney e Lacey. Brennan è colpevole di una rapina avvenuta cinque anni prima in cui rimase gravemente ferita una giovane donna, poi costretta sulla sedia a rotelle. Sul caso aveva indagato Petrie, senza mai riuscire a catturare Brennan. Bisogna arrestare l'uomo, nel frattempo rilasciato su cauzione, prima che scadano i termini del mandato di arresto. Tutto il distretto si impegna per la sua cattura.

## Una questione di principio
- Titolo originale: Hooked
- Diretto da: Karen Arthur
- Scritto da: Patricia Green

### Trama
“Voglio che tu consideri questo come un ammonimento ufficiale!”
Durante una grossa retata antidroga, Mary Beth arresta Jim Driscoll: l'uomo ha con sé una busta con un grammo di cocaina. Chris lo riconosce: Jim è stato il garante nel programma di disintossicazione di Dory. Chris informa subito il compagno che esclude ogni possibile coinvolgimento di Jim nel traffico di droga. Per Dory, Jim è come un fratello, lo ha assistito nei momenti più bui durante la sua dipendenza dalla droga. La busta contenente le prove contro Driscoll, preparata da Mary Beth, arriva all'ufficio prove non sigillata. Il fatto manda su tutte le furie Samuels che ammonisce ufficialmente Mary Beth, anche perché, stando così le cose, Driscoll deve essere rilasciato. Mary Beth teme che sia stato Dory a manomettere la busta delle prove per aiutare l'amico e lo riferisce a Chris che reagisce stizzita. I sospetti di Mary Beth verso Dory incrinano i rapporti tra le colleghe, soprattutto quando un tossico fa proprio il nome di Driscoll quale importante mediatore nel sistema di distribuzione della droga.

## Gioco pericoloso
- Titolo originale: Lady luck
- Diretto da: Gabrielle Beaumont
- Scritto da: Lisa Seidman

### Trama
“Se non paghi, ti fanno una visitina una volta, magari due, dopo di che ti trovi sul fondo dell'East River. Per sempre.”
Mary Beth convince Mary Cole, sposata con due figli e vice presidente di un'importante società, a non buttarsi dal cornicione di un palazzo. Incuriosita dal gesto della donna, dall'apparente situazione familiare e lavorativa serena e realizzata, Lacey scopre che Mary ha il vizio del gioco ed è perseguitata dagli strozzini per i troppi debiti (circa 50.000 dollari), tanto da essere stata allontanata di casa dal marito, costretta a vivere in un appartamento di quart'ordine in un quartiere malfamato. Con Chris, Mary Beth inizia ad indagare nel mondo dello strozzinaggio. Isbecki prende a cuore il caso di Jennifer Atkins, unica sopravvissuta di un maniaco strangolatore che ha già fatto diverse vittime. Il sentimento che Isbecki prova per Jennifer si fa, con il passare dei giorni, sempre più intenso.

## Uno strano omicidio
- Titolo originale: Out of control
- Diretto da: Karen Arthur
- Scritto da: Judy Merl e Paul Eric Myers

### Trama
"Deve capire cosa sono le armi e deve anche passargli la voglia di toccarle. In qualunque caso!"
Mary Beth sorprende il figlio maggiore Harvey jr. mentre gioca con la sua pistola di servizio con l'amico Robert. La pistola è scarica, ma lo spavento è forte. Mary Beth si impegna a far capire al figlio le gravissime conseguenze che può comportare l'uso delle armi, usando anche metodi estremi (lo porta a seguire un'autopsia molto dettagliata su una vittima da arma da fuoco). Dory pensa sia giunto il momento di far conoscere i suoi figli a Chris: la cena a casa della compagna, complice l'atteggiamento scortese e scontroso di Sheri, figlia maggiore di Dory, purtroppo non va nel modo sperato.

## Sogno americano
- Titolo originale: American dream
- Diretto da: Sharron Miller
- Scritto da: Steve Brown e Harvey Brenner

### Trama
"Una casa è il sogno di ogni individuo. E io la sto sognando."
In seguito ad un incendio all'apparenza doloso (il terzo nel giro di pochi giorni), Cagney e Lacey interrogano il signor Aaron Seymour, titolare del magazzino andato a fuoco e sospettato di essere il responsabile per incassare i soldi dell'assicurazione. Seymour però sostiene convinto la sua estraneità ai fatti e fa il nome di Nelson Ashland, a capo di una società di trasporti che, con ricatti ed estorsioni, obbliga i commercianti del quartiere a servirsi dei suoi camion per il trasporto e la distribuzione dei loro prodotti. Cagney ottiene da Samuels gli uomini per sorvegliare 24 ore al giorno Ashland. Harvey ha ottenuto un nuovo importante lavoro nel campo finanziario, con la prospettiva di guadagni ben più consistenti. Con Mary Beth inizia a pensare seriamente all'acquisto di una nuova casa.

## Felici e contenti
- Titolo originale: Happily ever after
- Diretto da: Alexander Singer
- Scritto da: Terry Louise Fisher

### Trama
"Dory mi ha chiesto di sposarlo."
Chris riceve una proposta di matrimonio da Dory. Pur lusingata, Chris teme di perdere in questo modo la propria indipendenza ed aspetta a dare una risposta al compagno. Si confida con Mary Beth, al contrario assai eccitata all'idea che la collega possa finalmente sposarsi con l'uomo che ama. Le due agenti devono inoltre indagare su una possibile truffa ai danni di un grande magazzino commerciale, mentre Isbecki e Petrie sono impegnati a scoprire quale sia il nome di battesimo del sergente Coleman.

## Le regole del gioco
- Titolo originale: Rules of the game
- Diretto da: Sharron Miller
- Scritto da: Georgia Jeffries

### Trama
"Non mi vendo per una promozione!"
Chris e Mary Beth sono chiamate a far parte di una squadra speciale guidata dall'ambizioso capitano Jack Hennessey ed incaricata di seguire le indagini, a fianco dell'FBI, relative all'uccisione di un diplomatico ungherese. Hennessey rivela subito un interesse non solo professionale verso la collega Cagney che, dapprima respinge con garbo le sue avances, poi reagisce stizzita, soprattutto perché il capitano fa leva sul suo ruolo di diretto superiore per ottenere quello che vuole. Chris però non è disposta a cedere ai biechi ricatti di Hennessey, tanto meno nella prospettiva di un avanzamento di carriera più agevolato. Harvey suggerisce a Mary Beth di scrivere un testamento per non lasciare tutti i loro risparmi allo stato di New York.

## Tensione
- Titolo originale: Stress
- Diretto da: Alexander Singer
- Scritto da: Debra Frank e Scott Rubenstein

### Trama
"Cagney, sei allergica a un giorno di libertà?"
Gli agenti del 14º distretto devono partecipare ad una terapia di gruppo obbligatoria anti stress. L'idea incuriosisce parecchio Mary Beth, mentre Chris non nasconde le sue perplessità: preferisce scaricare la tensione con una corsa. La stessa Chris, durante una giornata forzata di vacanza (troppi straordinari, l'ufficio contabilità è in tilt), ferma un aggressore fuori da un negozio. L'uomo, di nome Darryl Stockes, già con precedenti penali, minaccia Chris mentre redige il rapporto. Quando poi viene rilasciato su cauzione, Chris fa di tutto per incastrarlo, ma Martin Gelband, l'uomo aggredito da Stockes, scompare, forse minacciato dallo stesso Stockes, non nuovo a una simile tecnica d'agire. Anche Chris inizia ad essere nervosa e spaventata a casa da sola, ma con Mary Beth tende a minimizzare la situazione. Samuels però preferisce tenere sotto controllo il suo appartamento. Un cane abbandonato si aggira per il distretto: Isbecki non vuole consegnarlo al canile. Il tenero cucciolotto prende in simpatia il tenente Samuels e si accuccia obbediente nel suo ufficio.

## Donne in crisi - Parte prima
- Titolo originale: Who says it's fair - Part I
- Diretto da: Ray Danton
- Scritto da: Barbara Avedon, Barbara Corday, Patrica Green e Claudia Adams

### Trama
"Non voglio farmi operare. Non voglio che i ragazzi mi vedano immobilizzata in un letto. Harvey, ho paura di morire."
Harvey si incontra con Chris, senza dire nulla alla moglie. L'uomo riferisce a Chris che Mary Beth ha un nodulo al seno, ma fa finta di niente. È molto preoccupato e si è rivolto a lei per un aiuto. Chris parla con la collega la quale però minimizza e si dedica esclusivamente al lavoro. Non ha ancora consultato un medico e non ha intenzione di farlo. A casa però si irrita con il marito Harvey perché ha parlato con Chris. Le due agenti nel frattempo indagano sulla scomparsa di Kevin Taggart, ragazzino di 8 anni di cui si sono perse le tracce dopo che è uscito da scuola. La madre di Kevin rinfaccia alla polizia di non usare la necessaria attenzione solo perché il figlio è nero, ma Chris respinge le accuse e sottolinea come purtroppo non si riesca a capire dove Kevin passi il suo tempo, finita la scuola. Scoperto che il ragazzino lavora per il giovane spacciatore di droga, Willie Smoke, Chris ferma Willie per capire dove sia stata l'ultima consegna di Kevin. Mary Beth si decide a consultare un medico: dopo la visita le viene comunicato che dovrà operarsi.

## Donne in crisi - Parte seconda
- Titolo originale: Who says it's fair - Part II
- Diretto da: Ray Danton
- Scritto da: Barbara Avedon, Barbara Corday e Patrica Green

### Trama
"Ma che cavolo volevi dimostrare? Stavi cercando di ammazzarti? Non è ancora arrivato il momento, Mary Beth!"
Il medico informa Mary Beth che con l'intervento le saranno asportati la mammella e i linfonodi sotto ascella. Samuels, venuto a conoscenza della situazione, usa tutte le premure del caso per sollevare Mary Beth dai suoi incarichi, ma la reazione della donna è irritata e scortese. Kevin viene affidato ad un istituto di correzione, perché la madre è considerata inadatta al suo ruolo. La donna reagisce furibonda, perché nonostante i suoi sacrifici, le viene portato via il figlio, poi però, convinta da Chris e Mary Beth accetta di collaborare e tenta di convincere Kevin ad aiutare la polizia per arrestare qualche pezzo grosso nello spaccio della droga in città. Mary Beth, su consiglio di Chris, accetta di sentire un altro parere medico da cui scopre, con gran sollievo, che la mastectomia non è necessaria. Al distretto c'è grande agitazione per l'esame di sergente.

## Una compagna insostituibile
- Titolo originale: Lost and found
- Diretto da: Al Waxman
- Scritto da: Georgia Jeffries e Les Carter

### Trama
“Lei è una donna poliziotto? Come Angie Dickinson?”
Mary Beth, dopo il delicato intervento, medita seriamente sull’opportunità di lasciare il suo lavoro in polizia per dedicarsi completamente alla famiglia e presenta una richiesta di aspettativa a Samuels. Il tenente la invita a riflettere con attenzione sulla sua decisione per non pentirsene in futuro. La possibilità di trovarsi di colpo senza l'insostituibile compagna di squadra mette in profonda difficoltà Chris, alle prese anche con il furto della sua auto. Mentre Petrie supera brillantemente l'esame per diventare sergente, Isbecki, a sua volta impegnato per la prova orale, studia il look adatto, convinto che nella commissione ci siano due donne che può facilmente conquistare con il suo carisma. Non andrà esattamente così.

## Scacco matto
- Titolo originale: Two Grand
- Diretto da: Alexander Singer
- Scritto da: Steve Johnson

### Trama
“Chi altri ha questo inimitabile stile se non lui!”
Chris si ritrova nuovamente ad indagare sul celebre ladro di gioielli Albert Grand, che le ha fatto recapitare in ufficio un collier di altissimo valore. La stima reciproca tra ladro e poliziotta si rinnova, mentre ogni elemento di prova relativo ad una grossa rapina in una gioielleria sembra riconducibile agli agenti del 14º distretto. Isbecki fa credere di essere in vacanza alle Bahamas con la fidanzata Bon Bon, ma quando la donna si presenta in ufficio, preoccupata perché da diversi giorni non ha notizie di Victor, Petrie cerca di approfondire la questione.

## Tocco di classe
- Titolo originale: Con games
- Diretto da: Alexander Singer
- Scritto da: Terry Louise Fisher e Steve Brown

## La cella della violenza
- Titolo originale: Violation
- Diretto da: Allen Baron
- Scritto da: Les Carter

## Il potere della corruzione
- Titolo originale: Organized Crime
- Diretto da: Stuart Margolin
- Scritto da: Terry Louise Fisher e Steve Brown